# 128614 Juliabest
128614 Juliabest este o planetă minoră (asteroid) din centura de asteroizi. A fost descoperită pe 21 august 2004 la Catalina Station⁠(d) de Catalina Sky Survey. 
Obiectul prezintă o orbită caracterizată de o semiaxă mare de 2,3950220866034 UAi, o excentricitate de 0,24, o înclinație de 3,7 ° în raport cu ecliptica.